# Hellbühler Rotbach
Der Hellbühler Rotbach oder auch nur Rotbach ist ein 21 Kilometer langer linker Nebenfluss der Reuss im Schweizer Kanton Luzern. Er entwässert ein rund 81 Quadratkilometer grosses Gebiet im Osten des Kantons.

## Geographie

### Verlauf
Das Flüsschen entspringt auf 655 Metern im Ziswilermoos beim Gehöft Unterziswil auf dem Gemeindegebiet von Ruswil. Zuerst fliesst es gegen Osten durch ein flaches Tal, bildet nach der Einmündung eines Quellbaches aus dem Schwäfelwald die Gemeindegrenze zu Malters und verläuft dann in nordöstlicher Richtung zwischen Rüti und Lampige nach Hellbühl. In einem schmalen, bewaldeten Tobel führt es auf der Südseite der Ortschaft Hellbühl vorbei und nimmt mehrere kleine Seitenbäche auf. Bei Hellbühl trieb der Bach das Wasserwerk einer Sägerei an, aus der die heutige Dahinden Sägewerk AG hervorgegangen ist.
Der Rotbach bildet einen Abschnitt der Grenze zwischen den Gemeinden Malters und Neuenkirch und dann, von der Einmündung des Limbachs an, die Grenze zwischen Neuenkirch und Luzern.
Der Rotbach wird jetzt meist von einem Waldsaum begleitet und tritt beim Hof Neustechenrain ganz auf das Gemeindegebiet von Luzern über. Hier liegt am Bach die Stechenrainmühle. Wenig später überquert er die Grenze zur Gemeinde Emmen, wo er zum kleinen Rainmüliweier gestaut ist. Er unterquert bei der Lohrensäge die Hauptstrasse von Emmenbrücke nach Neuenkirch, dann die Eisenbahnlinie Sursee–Luzern und die A2. Am Nordrand des Riffigwalds fliesst er in einem stetig tiefer werdenden Tälchen und bildet hier die Grenze zwischen Rothenburg und Emmen. In diesem Bereich nimmt er den Buzibach, den Gärbibach und den Abfluss des Riffigweiers auf. Die alte Holzbrücke und eine neue Strassenbrücke überqueren den Bach beim alten Zentrum von Rothenburg.
Beim Ende des Rotbachtobels tritt der Rotbach in die Ebene der Reuss ein, fliesst nördlich am Militärflugplatz Emmen vorbei und unterquert dessen Landepiste. Nach der Ortschaft Waltwil tritt er in den Under Schiltwald ein, wo ihm der Waldibach von links und weitere Quellbäche zufliessen. Beim Unterwerk Mettlen tritt er wieder aus dem Wald aus und durchfliesst die Felder südlich von Inwil, stets von einem Waldsaum begleitet. Unter der Burgstelle Alt-Eschenbach schuf er einen natürlichen Burggraben. Hier nimmt er von links den Schwinibach auf, der den Unterlauf des Hiltigbachs bildet. Der letzte Bachabschnitt ist beim Bau der Autobahn A14 verlegt worden. Der Rotbach unterquert die Autobahn beim Weiler Emmendingen und mündet bei St. Katharina in die Reuss.

### Einzugsgebiet
Das 81,04 km² grosse Einzugsgebiet des Hellbühler Rotbachs liegt im Schweizer Mittelland und wird durch ihn über die Reuss, die Aare und den Rhein zur Nordsee entwässert.
Es besteht zu 16,0 % aus bestockter Fläche, zu 65,7 % aus Landwirtschaftsfläche, zu 17,6 % aus Siedlungsfläche und zu 0,7 % aus unproduktiven Flächen.
Die Flächenverteilung
Die mittlere Höhe des Einzugsgebietes beträgt 505,2 m ü. M.

### Zuflüsse
- Tannewaldbach (links)
- Limbach (rechts)
- Kellenbach (links)
- Nollebach (rechts)
- Welisingerbach (rechts)
- Buzibach (links)
- Spirbächli (rechts)
- Grundisbächli (links)
- Waldibach (links)
- Augraben (rechts)
- Sagebach (rechts)
- Sagebach (rechts)
- Winkelbach (links)
- Hobebüelbach (links)

## Hydrologie
An der Mündung des Hellbühler Rotbachs in die Reuss beträgt seine modellierte mittlere Abflussmenge (MQ) 1,74 m³/s. Sein Abflussregimetyp ist pluvial inférieur, und seine Abflussvariabilität beträgt 25.